# Sterling (Illinois)
Sterling é uma cidade localizada no estado americano de Illinois, no Condado de Whiteside.

## Demografia
Segundo o censo americano de 2000, a sua população era de 15.451 habitantes.
Em 2006, foi estimada uma população de 15.347, um decréscimo de 104 (-0.7%).

## Geografia
De acordo com o United States Census Bureau tem uma área de
12,6 km², dos quais 12,1 km² cobertos por terra e 0,5 km² cobertos por água. Sterling localiza-se a aproximadamente 205 m acima do nível do mar.

## Localidades na vizinhança
O diagrama seguinte representa as localidades num raio de 20 km ao redor de Sterling.

## Personalidades
- Paul John Flory (1910-1985), prémio Nobel da Química de 1974